# Jonathan dos Santos
Jonathan dos Santos Ramirez (født 26. april 1990) er en mexicansk fodboldspiller, der spiller i Major League Soccer for LA Galaxy. Han spiller også for det mexicanske fodboldlandshold. Jonathan er lillebror til Giovani dos Santos.

## Tidlige liv
Jonathan er født i Monterrey, Nuevo León, Mexico. Jonathan dos Santos konkurrerede med sin bror Giovani dos Santos i en ungdoms turnering i Frankrig, hvor han blev opdaget af FC Barcelona talentspejdere der var imponerede over det, de så, og besluttede at bringe ham og hans bror til La Masia til en prøveperiode.

## Landshold
Dos Santos fik sin debut for Mexicos fodboldlandshold i en venskabskamp mod Colombia den 30. september 2009. Han blev erstattet af Patricio Araujo i det 72. minut. Colombia vandt kampen 2-1.